# Death – Pierce Me
Death – Pierce Me är det svenska black metal-bandet Silencers enda studioalbum, utgivet den 30 oktober 2001.

## Låtlista
| 1. | Death – Pierce Me               | 10:33 |
| 2. | Sterile Nails and Thunderbowels | 6:19  |
| 3. | Taklamakan                      | 8:35  |

| 4. | The Slow Kill in the Cold      | 11:37 |
| 5. | I Shall Lead, You Shall Follow | 8:50  |
| 6. | Feeble Are You – Sons of Sion  | 3:03  |

| 7. | Death – Pierce Me (demo) | 11:32 |

## Medverkande
Silencer
- Nattramn – sång
- Leere (Andreas Casado) – gitarr, basgitarr

Studiomusiker
- Steve Wolz – trummor